# Аргветі
Аргветі (груз. არგვეთი) — село в Грузії.
За даними перепису населення 2014 року в селі проживає 752 осіб.